# Saint-Quentin-du-Dropt
 Saint-Quentin-du-Dropt  là một xã của tỉnh Lot-et-Garonne, thuộc vùng Nouvelle-Aquitaine, tây nam nước Pháp.